# إيميلي أرنولد ماكولي
إميلي أرنول ماكولي (الإنجليزيّة: Emily Arnold McCully) (مواليد 1 يوليو 1939) كاتبةٌ ورسَّامةٌ أمريكيّةـ تشتهر بأدب الأطفال. فازت ماكولي عن كتابين بميداليّة كالديكوت السنويّة وتكريم كالديكوت للكتاب المصوّر على مستوى الولايات المتحدة الأمريكيّة عامي 1993 و 1981. اشتهرت بكتابيها Mirette و High Wire and How I Found Myself at the Fair، حيث ألَّفت الأخير بالاشتراك مع بات رودز ماوزر.

## حياتها
ولدت أرنولد في غاليسبورغ في إلينوي، و لكنها نشأت في غاردين سيتي في نيويورك. تخرَّجت من كليّة بيمبورك والتي تندرج حالياً ضمن جامعة بوسطن، حيث تخرَّجت عام 1961 و حصلت على ماجستير في تاريخ الفنون من جامعة كولومبيا. و في جامعة براون، مثَّلت في الافتتاح المسائيّ للمسرح الطلابيّ في الجامعة، إضافةً إلى مسرحيات أخرى، كما شاركت في كتابة مسرحيّة موسيقيّة سنويّة في مسرح براونزبروكيرز، و حصلت كذلك على مفتاح تكريم من جمعيّة فاي بيتا كابا.
عام 1976، نشرت قصَّةً قصيرة في استعراض ماساتشوستس، حيث اختيرت هذه القصّة لـمجموعة أوهنري: أفضل القصص القصيرة للعام. أبتعتها بروايتين هما: A Craving عام 1982، ورواية Life Drawing عام 1986. و في عام 2012، نشرت ماكولي Ballerina Swan من خلال دار نشر Holiday House Books for Young People حيث كتبتها راقصة الباليه أليجرا كينت. تلقَّت إطراءاً من صحيفة نيويورك تايمز و Kirkus Reviews و مجلّة School Livrary.
تلقَّت إيميلي أرنولد ماكولي جوائز وتكريمات أُخرى كجائزة كريستوفر عن كتاب Picnic، كما أن كتابيها على تكريم وميداليّة كلاديكوت وهما Mirette on the High Wire و How I Found Myself at the Fair الذي كتبه بات رودز مازور، قد نُشرا في الولايات المتحدة الأمريكيّة من قِبَل Atheneum in New York، كما حصلت إيميلي على جائزة جاين آدامز وجائزة جيفيرني، إلى جانب شهادة دكتوراة فخريّة من جامعة براون.

## أعمالها المنشورة

### قصص الأطفال
- The Pirate Queen (1998)
- Hurry! (2000)
- Mouse Practice (2001)
- The orphan singer (2002)
- Mirette and Bellini Cross Niagara Falls (2003)
- Picnic (2003)
- First Snow (2004)
- Squirrel and John Muir (2004)
- School (2005)
- Mirette on the High Wire (2005)
- The Bobbin Girl (2009)
- The Secret Cave: Discovering Lascaux (2010)
- Wonder Horse: The True Story of the World's Smartest Horse (2013)
- Marvelous Mattie: How Margaret E. Knight Became an Inventor (2013)
- Grandmas at Bat (2013)
- Manjiro: The Boy Who Risked His Life for Two Countries  (2013)
- Popcorn at the Palace  (2014)
- Battle for St. Michaels (2014)
- Strongheart: The World's First Movie Star Dog  (2014)
- Queen of the Diamond  (2015)
- Caroline's Comets: A True Story  (2017)